# Мурат-реїс
Мурат-реїс (старший) (тур. Koca Murat Reis ; 1534–1609) — албанський корсар і адмірал Османського флоту. Вважається одним з найбільш відомих берберських корсарів.
Народився в албанській родині на острові Родос (або в Албанії) в 1534 році. Морську кар'єру почав в дуже ранньому віці, коли приєднався до команди корсара Тургут-реїса. За іншими даними, Мурат-реїс приєднався до корсарів в 1546 році, потрапивши в полон до пірата Кара Алі і вступивши в результаті в його команду. Мурат-реїс також брав участь в декількох морських походах разом з Пірі-реїсом. У 1565 році молодий капітан зумів захопити три іспанських корабля.

## Командувач Османської флотом в Індійському океані
У 1552 році Сулейман I призначив Мурат-реїса головнокомандувачем турецьким флотом в Індійському океані (звідси його відомий титул Hint Kaptani — Капітан Індійського океану). Він став третім керівником, що зайняв цю посаду після Хадима Сулейман-паші і Пірі-реїса. Флот базувався в Суеці (Єгипет) на Червоному морі, а також мав порти приписки в Адені (Ємен) і Басрі (Ірак) в Перській затоці. Порт приписки в Басрі Мурат-реїс використовував для боротьби з португальським флотом в Індійському океані, тримаючи там 26 галер і кілька менших суден. Залишивши 8 з них в Басрі, Мурат-реїс вийшов з 18 галерами в Індійський океан. Там він зіткнувся з португальським флотом з 25 галер, що вийшов з порту в Гоа. Мурат-реїс успішно протистояв більш численному опонентові. Запеклий бій тривав до темряви і завершилося великими втратами з обох сторін. Переможця не було виявлено, португальська флот відступив назад в Гоа, а Мурат-реїс — в Басру. Результат битви засмутив Сулеймана I, який чекав рішучої перемоги. В результаті Мурат-реїс був знятий зі своєї посади, а на його місце був призначений ще один знаменитий османський адмірал — Сейді Алі-реїс. Мурат-реїс повернувся в Середземномор'я під командування Тургут-реїса і залишався під його началом, поки 80-річний Тургут не загинув при облозі Мальти в 1565 році .

## Облога і захоплення Кіпру
У 1570 році Мурат-реїс, який командував флотом з 25 галер, отримав завдання взяти під контроль область між островами Крит, Родос і Кіпр для нарощування в ній турецьких сил і зрештою завоювання Кіпру. Перед ним також була поставлена задача блокувати венеційські кораблі, що базувалися на Криті, щоб не дати їм прийти на допомогу венеційському гарнізону Кіпру. З обома завданнями Мурат-реїс успішно впорався і в підсумку домігся капітуляції Фамагусти — останньої венеційської фортеці на Кіпрі. Острів було підкорено і на наступні 300 років Кіпр став частиною Османської імперії.

## Канарські острови
У 1578 році Мурат-реїс захопив дві галери з Сицилії, в 1580 році — папську галеру, в 1581 — два бретонських корабля. У 1579 році біля берегів Сицилії він захопив корабель з віце-королем Іспанії на борту, викликавши гнів короля Філіпа II.
Мурат-реїс розширив традиційні кордони набігів берберських корсарів. У 1585 році він очолив першу експедицію в Атлантичний океан і напав на кілька Канарських островів. В результаті одного з нападів він взяв у полон іспанського губернатора острова Лансароте, який згодом був викуплений і звільнений.

## Середземноморські кампанії

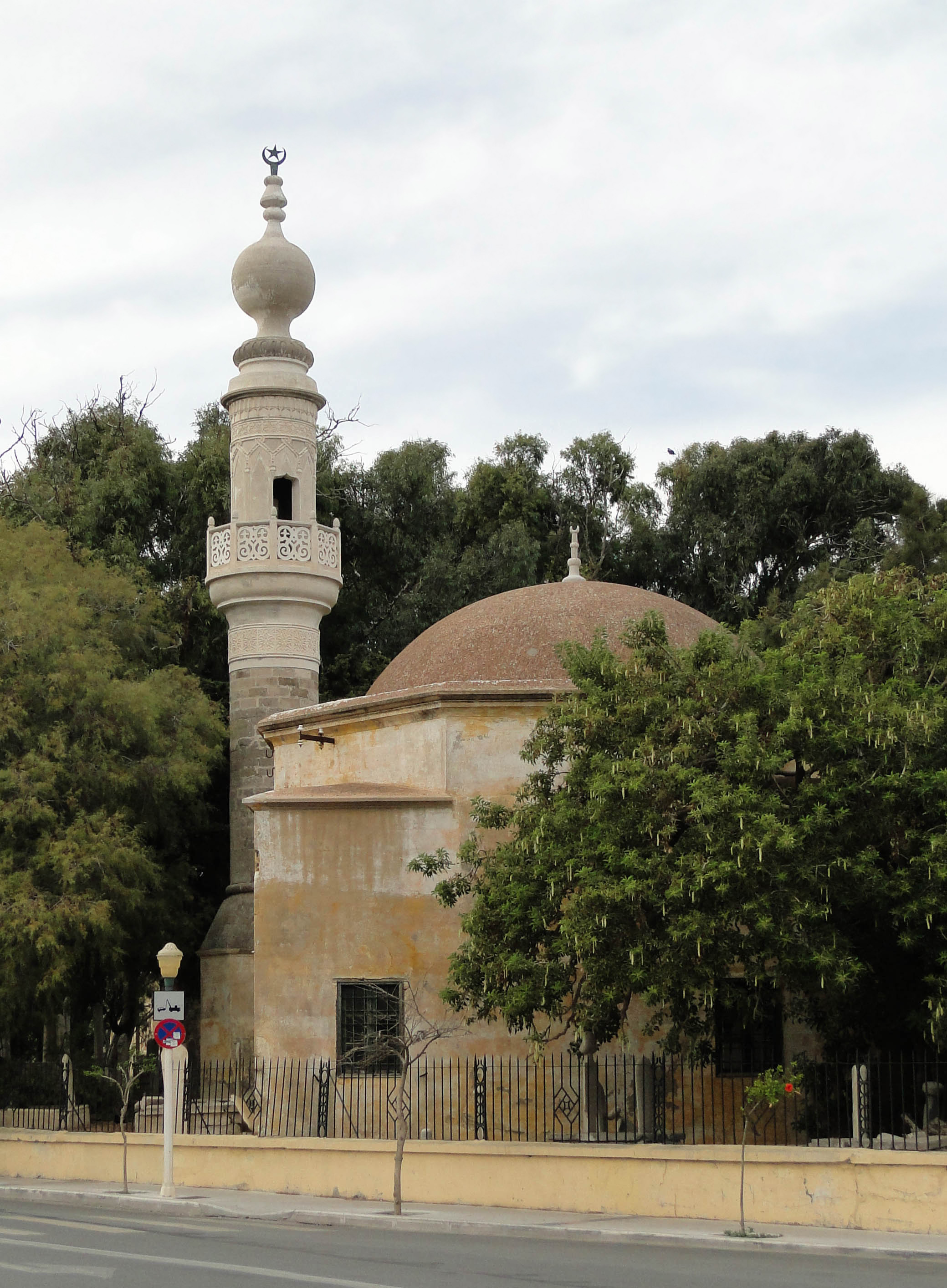
Мечеть і могила Мурат-реїса на острові Родос

В кінці XVI століття Мурат-реїс став дипломатом і залагоджував конфлікти Оттоманської імперії з сусідами. Пізніше Мурат-реїс отримав завдання контролювати прибуткові торгові маршрути між Єгиптом і Анатолією, на які часто здійснювали напади венеційці, французи і мальтійські лицарі. У 1609 році він дізнався про присутність біля берегів Кіпру франко-мальтійського флоту з 10 кораблів, в числі яких був знаменитий Galeona Rossa — великий галеон, озброєний 90 гарматами, відомий туркам як Червоний диявол, під командуванням лицаря Фрезіне. Мурат-реїс відплив до Кіпру, щоб атакувати ворожий флот. Після прицільного артилерійського обстрілу ворожих кораблів з дальної та ближніх дистанцій, він серйозно пошкодив Червоного диявола і захопив судно. Шість з десяти франко-мальтійських судів було захоплено разом з 500 солдатами на борту, а також з 160 гарматами і 2000 мушкетами, які вони перевозили. В ході бою Мурат-реїс був важко поранений. У 1609 році він взяв участь в облозі венеційського міста Вльора в Албанії, в ході якої помер.

## Пам'ять
Мурат-реїс був похований на острові Родос згідно з його заповітом. Його могила, що зберіглася у місті Родос донині, стала святинею для османських моряків, які відвідували її на удачу перед далеким походом. Кілька підводних човнів ВМС Туреччини були названі на честь Мурат-реїса. Один з муніципалітетів міста Алжир, колишнього колись регіональним центром османського вілаята в 1517 — 1830 роках, названий Бір-Мурат-реїс — Колодязь Мурат-рєїса.